# 앨런 스틸

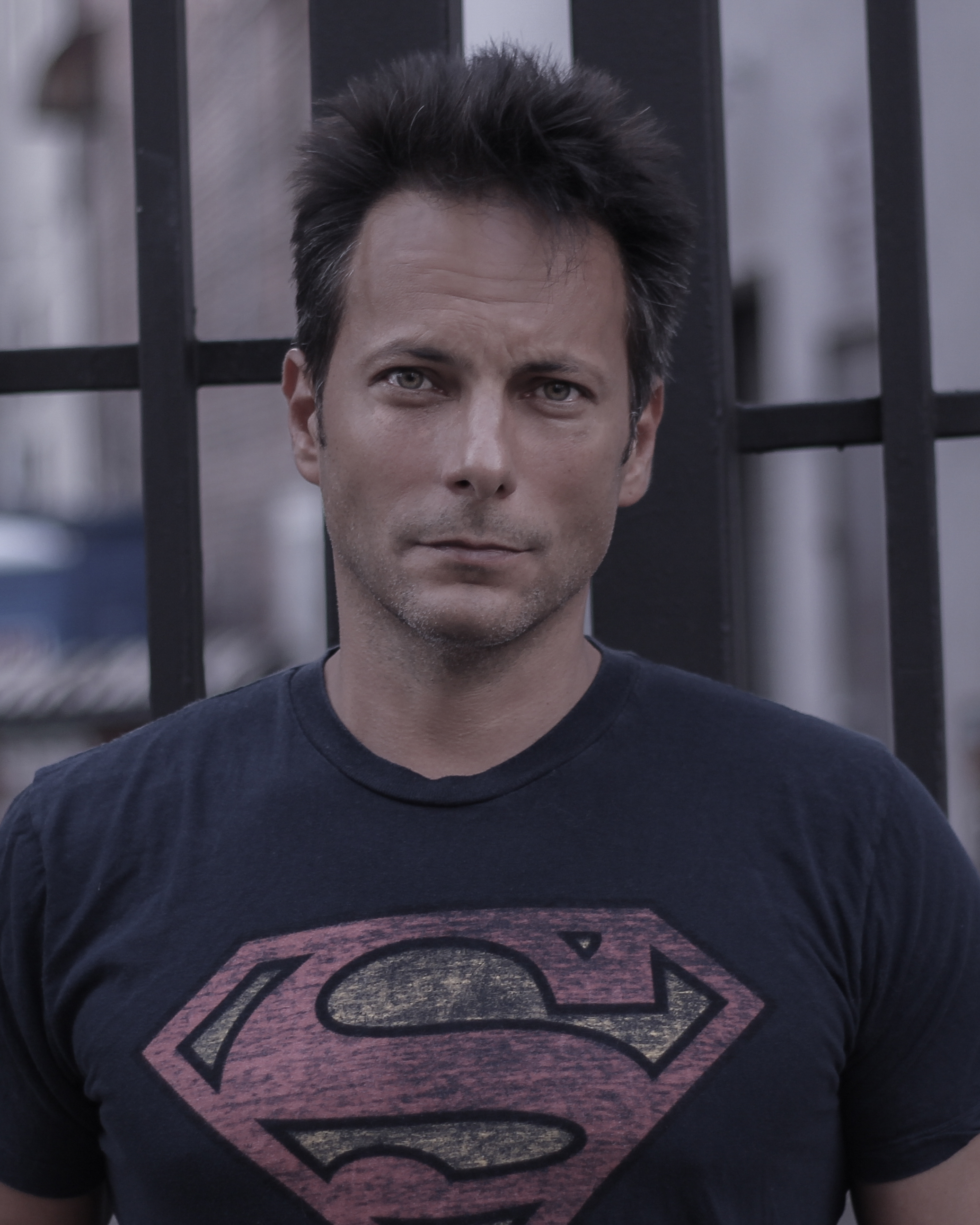

앨런 스틸(Allan Steele, 1966년 12월 30일 ~ )은 미국의 배우, 텔레비전 배우이다.

## 방송
- 쇼 미 어 히어로

## 영화
- 쇼 미 어 히어로 (2015년)
- 쓰리 데이즈 (2010년) - 상사 해리스 역
- 블랙 도넬리 (2007년)
- 10번째 & 늑대 (2006년)
- 크래쉬 (2004년)